# Филателист

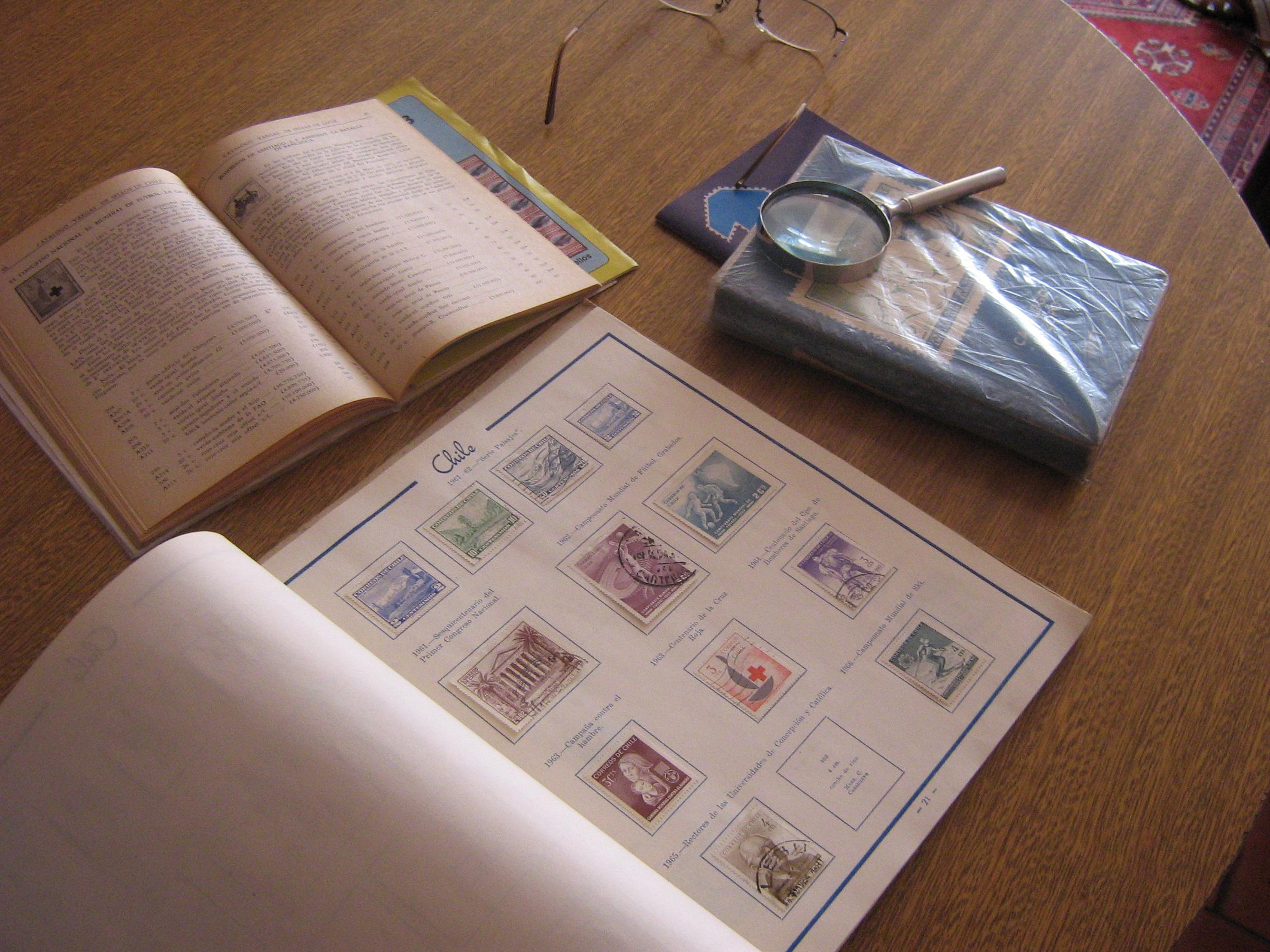
Атрибуты филателиста — альбом для марок, каталоги почтовых марок и лупа

Филатели́ст — собиратель почтовых марок и других знаков почтовой оплаты, руководствующийся при создании своей коллекции принципами филателии. При этом филателист не просто коллекционирует марки как таковые, а исследует в рамках выбранного филателистического направления совокупность знаков почтовой оплаты и других филателистических материалов, изучает историю и развитие почты, оформляет и компонует свою коллекцию для участия в филателистических выставках.

## Происхождение термина
Слово «филателист» является производным от «филателии» (от греч. «φίλος», «φιλέω» — друг, люблю и «τέλος» — сбор, пошлина) и обозначает «любящий знаки почтовой оплаты». Интересно, что в Болгарии филателиста так и называют — марколюбитель, марколюб. В английском языке для обозначения понятия «филателист» существуют термины англ. philatelist и stamp collector, иногда stamp lover.

## История
Собирание почтовых марок как вид коллекционирования ведёт свой отсчёт с момента выпуска в 1840 году первых в мире марок. По одной из версий, первым человеком, систематически коллекционировавшим марки, был парижский гравёр Мансен. В 1855 году Мансен продал свою коллекцию почти всех выпущенных на тот момент почтовых марок торговцу Эдуарду Лапланту (фр. Édouard Laplante). По другим данным, первым филателистом в мире считается британский зоолог Джон Грей.
В дальнейшем филателия превратилась в один из самых популярных видов коллекционирования, а филателисты стали объединяться в национальные и международные филателистические организации.

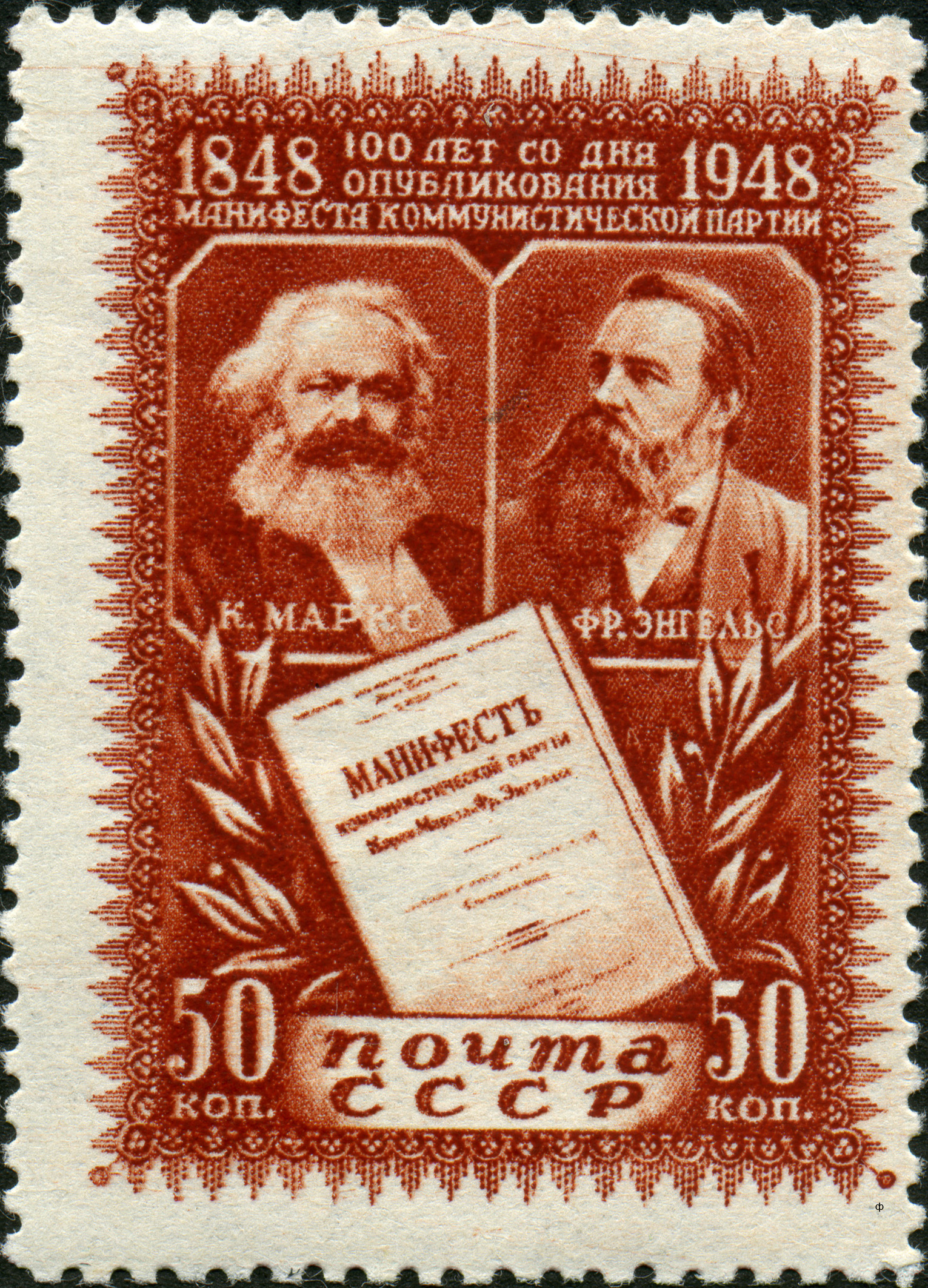
К филателии проявляли интерес К. Маркс и Ф. Энгельс. Марка СССР, 1948

## Филателисты и знаменитые коллекции
В мире насчитываются миллионы зарегистрированных филателистов. Собирателей марок, не числящихся ни в каких обществах, во много раз больше. Интерес к коллекционированию почтовых марок проявляли русские литераторы А. Чехов, А. Блок и М. Горький, академики И. П. Бардин и И. П. Павлов, командир крейсера «Варяг» В. Ф. Руднев, президент США Ф. Рузвельт, певец Э. Карузо и многие другие. Почтовыми марками также интересовались К. Маркс и Ф. Энгельс; дочь Маркса Элеонора была увлечённой филателисткой:
Посему заканчиваю письмо и вкладываю несколько строк для Туссиньки… Многие марки в двух экземплярах. Дублеты идут здесь на обмен. Итальянскими, швейцарскими, норвежскими и некоторыми немецкими марками могу снабдить в большом количестве.— Из письма Энгельса Марксу от 21 апреля 1863 года

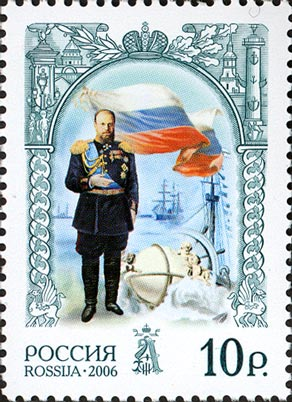
Александр III коллекционировал почтовые марки. Марка России, 2006

Русский император Александр III собирал марки, связывая их в пачки и складывая в коробочки, хранившиеся в письменном столе. Испанский король Альфонс XIII вложил в свою коллекцию огромное состояние и, бежав из страны после революции 1931 года, прихватил её в нескольких чемоданах. Коллекционировавший марки египетский король Фарук I после изгнания в 1952 году предпринял в Европе распродажу своей коллекции, в которой оказались не только настоящие, но и фальшивые марки, за что был приговорён судом к штрафу.
В классический период зарождения и становления филателии во многих странах Европы и Америки стали появляться крупные коллекционеры, которые обладали впечатляющими коллекциями почтовых марок всего мира. Особую известность на этом романтическом этапе развития филателии завоевал легендарный французский коллекционер Филипп Феррари (1850—1917), который скупал все известные ему филателистические редкости. Располагая внушительным состоянием, он приобретал марки и раритеты со всего света, а также полные собрания других известных коллекционеров, например, таких как барон Ротшильд.
Вторым известным по величине составленной коллекции филателистом был англичанин Томас Таплинг (1855—1891), третьим — российский коллекционер Ф. Л. Брейтфус (1851—1911), живший в Петербурге. Ещё одним выдающимся российским филателистом был А. К. Фаберже, который владел уникальным собранием марок и цельных вещей Российской империи.
Знаменитые филателистические коллекции составили королева Великобритании Елизавета II, князь Монако Ренье III и другие известные люди. Время от времени части их коллекций экспонируются в Почетном классе на всемирных филателистических выставках, организованных Международной федерацией филателии, которые проводятся с 1927 года. Из российских филателистов самым титулованным на этих выставках признан московский коллекционер Л. Я. Мельников; его коллекция «Авиапочта СССР» была неоднократно удостоена больших золотых медалей всемирных филателистических выставок.

## Филателистические принадлежности
В процессе создания своих собраний и работы с ними коллекционеры оперируют специальным набором филателистических принадлежностей и инструментов.
- Для хранения марок филателистами большей частью употребляются особые альбомы[1] и кляссеры.
- Для наклеивания марок в альбомы используются специальные наклейки и клеммташи.
- К инструментарию филателиста относятся пинцет и лупа.

## Филателистическая литература
В процессе накопления и систематизации коллекционного материала и оформлении коллекции филателисты прибегают к помощи каталогов и другой справочной и периодической литературы. Примерами последней могут служить следующие советские издания:
- «Советский филателист» — журнал (1922—1932).
- «Спутник филателиста и бониста» — справочная записная книжка-календарь (1924)[11].
- «Филателист. Руководство по общему коллекционированию знаков почтовой оплаты» (автор — Л. Ю. Мюллер, 1925)[12].
- «Спутник филателиста» — книга Я. Озолиня (1964)[13].
- «Календарь филателиста» (1965—1978).
- «Что надо знать филателисту» — книга Б. К. Стальбаума (1968)[14].
- «Спутник филателиста» — справочник, выходивший под эгидой Всесоюзного общества филателистов (1971, 1974 и 1979)[15][16][17], и многие другие.

## Филателисты в культуре

### В литературе
Образы филателистов широко распространены в художественной литературе. Среди многочисленных литературных произведений, в которых присутствуют персонажи-филателисты, можно упомянуть:

Филателист. Картина Г. И. Шилтьяна на марке Кубы, 1968(Sc #1332)

- роман Ильфа и Петрова «Двенадцать стульев», один из главных героев которого Ипполит Матвеевич Воробьянинов слыл заядлым филателистом[18][19];
- книгу филателистических рассказов чехословацкого писателя Франтишека Лангера (1888—1965) «Розовый Меркурий. О чём рассказали марки», в которой описана жизненная история Игнаца Крала (чеш. Ignác Král), крупного чехословацкого филателиста XX века[20];
- фантастическую повесть братьев А. и Б. Стругацких «Повесть о дружбе и недружбе», героя которой, юного филателиста Андрея Т., условные силы зла искушают «Розовой Гвианой»;
- фантастическую повесть братьев А. и Б. Стругацких «Второе нашествие марсиан», в которой герой-повествователь Аполлон во всех жизненных перипетиях утешается коллекцией марок и в своем дневнике делает такую запись от 8 июня: «Марочки мои, марочушечки! Одни вы меня никогда не раздражаете»;
- фантастическую повесть братьев А. и Б. Стругацких «За миллиард лет до конца света»: в ней героя по имени Валентин Вайнгартен больше всего на свете, помимо собственной персоны, интересует «так называемый консульский полтинник, который, собственно, и полтинником-то не был, а был какой-то там особенной почтовой маркой». Чтобы заставить Вайнгартена прекратить работу, претендующую на Нобелевскую премию по биологии, агент фантастического Гомеостатического Мироздания предложил ему «толстый пакет… набитый великолепными марками, совокупную ценность которых человек, не являющийся филателистом-профессионалом, представить себе просто не может».
- фантастический роман Б. Стругацкого[21] «Бессильные мира сего», в котором есть сюжетная линия, связанная с филателией;
- развивающее филатетистическую сюжетную линию «Двенадцати стульев» криптоисторическое произведение волгоградского фантаста Сергея Синякина «Марки нашей судьбы»[22];
- повесть Софьи Могилевской «Марка страны Гонделупы» о первокласснике, в руках которого оказалась марка неведомой пиратской страны[23];
- фантастическую повесть Кира Булычёва «Путешествие Алисы», в которой фигурируют галактические филателисты из далёкого будущего[24];
- приключенческую повесть «Одиссея марок Сиданга» Гавриила Петросяна[25];
- детскую повесть «Мини-футбол на Маросейке» Виктора Суханова[26];
- книгу детских рассказов «Розовая Гвиана» Николая Внукова[27];
- рассказы эстонского детского писателя Холгера Пукка[эст.] (1920—1997) «Виллу — филателист»[28];
- роман Виктора Пелевина «Generation „П“», в котором фигурирует персонаж Гриша-филателист, продавший главному герою марку ЛСД.

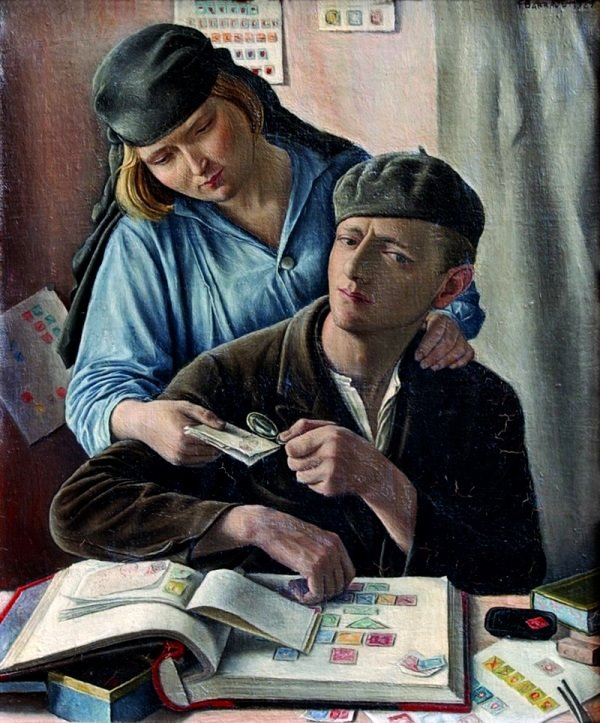
Филателист. Картина Франсуа Барро (1929)

### В изобразительном искусстве
В изобразительном искусстве известность получила картина российского итальянского художника армянского происхождения Г. И. Шилтьяна «Филателист». Другим примером художественного образа филателиста может служить картина швейцарского художника Франсуа Барро «Le Philateliste» («Филателист», 1929).

### В киноискусстве
В кинематографе филателисты неоднократно становились действующими лицами фильмов, как правило, с криминальными сюжетами, например:
- в американском детективном фильме «Шарада» (1963; с участием Одри Хепбёрн)[29][30],
- в венгерской кинокартине «Фальшивая Изабелла» (1968),
- в советских художественных фильмах «Смерть филателиста» (1969), «Марка страны Гонделупы» (1977, по повести С. Могилевской), «Голубой лев» (1977, по повести В. Степанова и Ю. Ф. Перова «Святой Маврикий») и «Беспредел» (1989),
- в одном из эпизодов российского телесериала «Улицы разбитых фонарей. Новые приключения ментов» — «Раритет» (1999),
- в аргентинской криминальной драме «Девять королев» (2000),
- в российском фильме «Поединки. Испытание смертью» (2010; о советском разведчике-филателисте Алексее Козлове)[31].